# Löddeåns mynning
Löddeåns mynning este o arie protejată (arie de protecție specială avifaunistică — SPA) din Suedia întinsă pe o suprafață de 483,9 ha, integral pe uscat.

## Localizare
Centrul sitului Löddeåns mynning este situat la coordonatele 55°43′31″N 12°59′20″E / 55.7252°N 12.9888°E.

## Înființare
Situl Löddeåns mynning a fost declarat arie de protecție specială avifaunistică în decembrie 1996 pentru a proteja 20 de specii de animale.

## Biodiversitate
Situată în ecoregiunile continentală și marină Atlantică, aria protejată nu include niciun habitat protejat.
La baza desemnării sitului se află mai multe specii protejate de  păsări (20): ciuf de câmp (Asio flammeus), buhai de baltă (Botaurus stellaris), Branta leucopsis, fugaci mic (Calidris minuta), chirighiță neagră (Chlidonias niger), erete de stuf (Circus aeruginosus), erete vânăt (Circus cyaneus), Cygnus columbianus bewickii, lebădă de iarnă (Cygnus cygnus), Gallinago media, sitar de mal nordic (Limosa lapponica), vultur pescar (Pandion haliaetus), bătăuș (Philomachus pugnax), ploier auriu (Pluvialis apricaria), ciocântors (Recurvirostra avosetta), chiră mică (Sterna albifrons), chiră de baltă (Sterna hirundo), Sterna paradisaea, chiră de mare (Sterna sandvicensis), fluierar de mlaștină (Tringa glareola).
Pe lângă speciile protejate, pe teritoriul sitului au mai fost identificate 1 specie de amfibieni, 1 specie de nevertebrate.